# Moulage

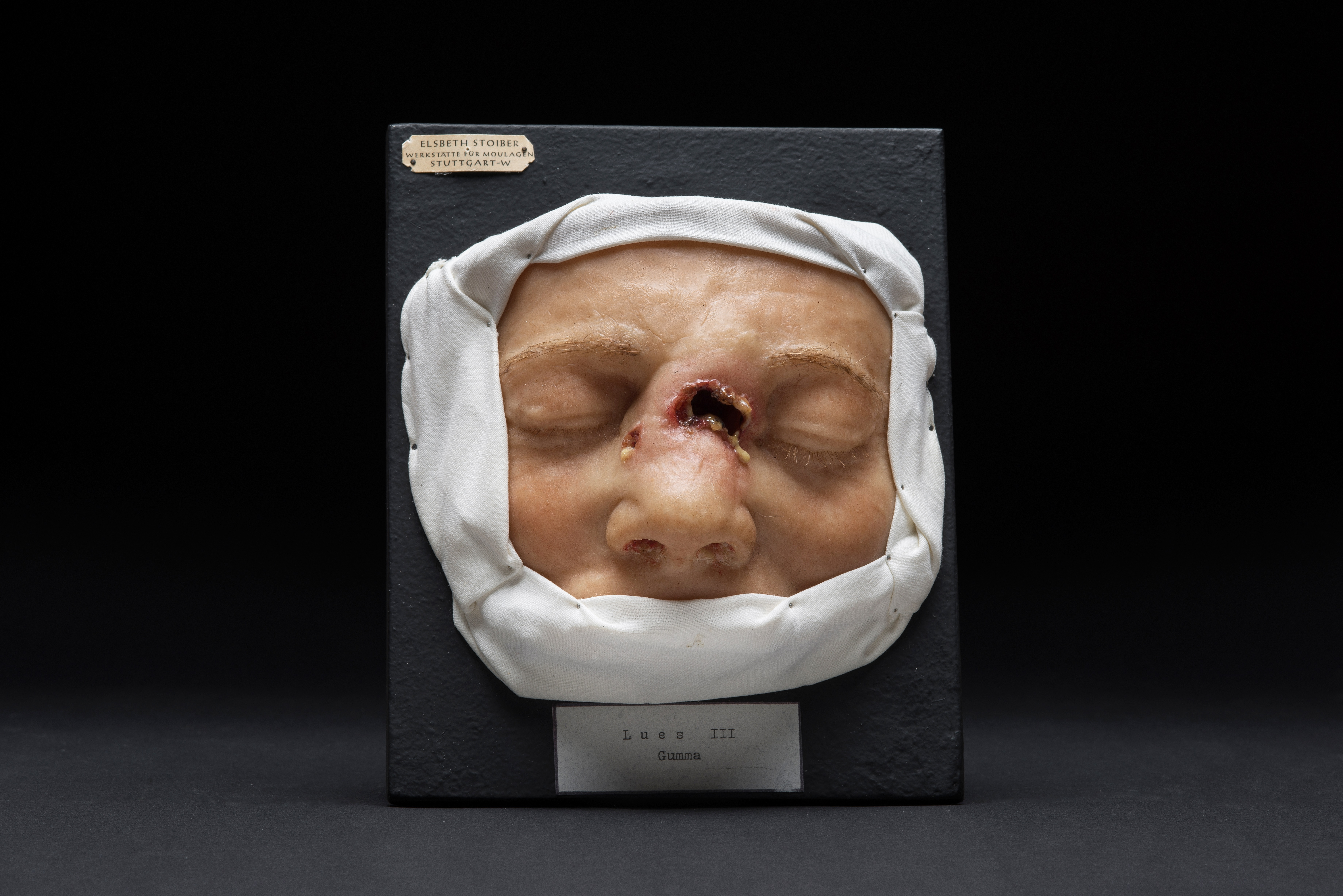
Wachsmoulage einer Gumma bei Syphilis, um 1926, Moulagensammlung des Museums der Universität Tübingen MUT

Moulagen sind farbige dreidimensionale und lebensgroße Abformungen von Körperteilen zur naturnahen Wiedergabe menschlicher Krankheitsbilder. Das Wort stammt von französisch mouler (,formen‘, ‚abformen‘) bzw. moule (‚Gussform‘) und über altfranzösisch modle von lateinisch modulus und ist verwandt mit deutsch Model.
Bis in die 1950er Jahre wurden in der Medizin, insbesondere in der Dermatologie und Venerologie, zu Lehrzwecken und zur Krankheitsdokumentation krankhafte Befunde plastisch nachgebildet. Erste Moulagen wurden bereits zu Anfang des 19. Jahrhunderts hergestellt. Seit dem ersten Internationalen Kongress für Haut- und Geschlechtskrankheiten 1889 im Musée des Moulages am Hôpital St. Louis in Paris galten Moulagen als die idealen Lehrmittel im dermatologischen universitären Unterricht.
Hierzu wurden Abdrücke, beispielsweise aus Gips, später auch aus Silikon, genommen und mit einem Wachs- oder Wachs-Harz-Gemisch ausgegossen. Die Rohmodelle wurden nach dem Aushärten aus der Abdruckform entnommen und direkt beim Patienten bemalt. Auf diese Weise sind bis heute Moulagen bzw. Bilder von diesen erhalten, die bildlich einem Originalbefund nahekommen.
Angefertigt wurden die Wachsbilder in der Frühzeit häufig von interessierten Medizinern, ab 1900 dann meist von ausgebildeten Künstlern. Bereits vor dem Ersten Weltkrieg wurden zunehmend auch Frauen als Moulagenbildnerinnen tätig, deren Anteil in den Folgejahren stetig stieg. In den 1950er Jahren galt die Tätigkeit bereits explizit als „Frauenberuf“. Versuche zur Etablierung eines eigenständigen Berufsbildes kamen in den 1920er und 1930er Jahren nicht über Ansätze hinaus.
Moulagen wurden nicht nur als Hilfsmittel in der Vorlesung eingesetzt. Sie waren Vorlagen für qualitativ hervorragende und dennoch kostengünstige Farbdrucke (Citochromie-Technik) in Atlanten und Lehrbüchern, aber auch in wissenschaftlichen Publikationen. Auf wissenschaftlichen Tagungen dienten die Wachsmodelle als Anschauungsobjekte zur Diskussion von Fallgeschichten. Zur Aufklärung und Abschreckung wurden Moulagen von Geschlechtskrankheiten in der Öffentlichkeit gezeigt.
Nachdem die dreidimensionalen lebensgroßen Wachsobjekte in der zweiten Hälfte des 20. Jahrhunderts durch die Farbfotografie fast in Vergessenheit geraten sind, wurden sie in den letzten Jahren wiederentdeckt. Heute werden sie als wertvolle medizinhistorische Dokumente geschätzt, die teilweise Krankheiten zeigen, die es heute in dieser Form kaum oder nicht mehr gibt (z. B. Spätformen der Syphilis, Hauttuberkulose, Pocken). Gut erhaltene Sammlungen haben auch wieder eine Bedeutung in der Lehre gewonnen und werden von Studierenden der Medizin zur Vorbereitung des Staatsexamens genutzt. In der Dermatologischen Klinik des Universitätsspitals Zürich findet seit einigen Jahren auch der Einführungskurs in das Spezialfach der Haut- und Geschlechtskrankheiten im Moulagenmuseum statt.

## Bedeutende Moulagensammlungen
Bedeutende Moulagensammlungen gab oder gibt es insbesondere in (alphabetische Liste):
| Ort                  | Institut | Zusammenstellung | Zahl und Art der Moulagen | Anmerkungen |
| -------------------- | --- | --- | --- | --- |
| Athen                | Andreas-Syngros-Hospital                                                                                    | ab 1912 (unter Georgios Fotinos) | 1660: Haut- und Geschlechtskrankheiten | nach Vorbild des Pariser Hôpital Saint-Louis |
| Berlin               | Berliner Medizinhistorisches Museum der Charité                                                             | ab 1896 | 257 (u. a. Augenmoulagen des Berliner Mouleurs Fritz Kolbow aus der Sammlung Greeff)                                                                                       | z. T. (seit 2007) ausgestellt in der Dauerausstellung „Dem Leben auf der Spur“ |
| Breslau              | Dermatologische Universitätsklinik in Breslau                                                               | ab 1890 (unter Neisser) | einst 2700, heute 313 (insbesondere Tuberkulose), sowie acht Exemplare vom Castans Panoptikum                                                                              | angeregt durch die Pariser Moulagen von Jules Baretta; gab als wichtiges deutschsprachiges Hautzentrum den Anstoß für viele andere deutschsprachige Sammlungen; in Kiel sind heute mehr „Breslauer“ Moulagen (von Alfons Kröner) als in Breslau |
| Dresden              | Krankenhaus Dresden-Friedrichstadt (und Deutsches Hygiene-Museum): „Friedrichstädter Moulagensammlung“      | ab 1903 (unter Johannes Werther) | einst 368, heute 60 | relativ schlechter Erhaltungszustand; 18 befinden sich heute in der Sammlung des Hygiene-Museums, und einige besser erhaltene Exponate werden dort ausgestellt |
| Dresden              | Deutsches Hygiene-Museum                                                                                    | | ca. 2000 | großenteils über Internet einsehbar (www.dhmd.de/neu) |
| Erlangen             | Erlanger Hautklinik der Universität Erlangen                                                                | 1923–1945 (unter Leo Hauck) | 136 | Die Moulagensammlung in Erlangen wurde von Leonhard Hauck aufgebaut, der 1906 an Oberarzt der neuen Abteilung für Hautkrankheiten an der Medizinischen Klinik Erlangens wurde. |
| Freiburg im Breisgau | Universitätsklinik und Museum („Uniseum“) der Universität Freiburg: „Freiburger Moulagensammlung“           | 1899 (unter Eduard Jacobi, später Georg Alexander Rost und Alfred Stühmer) – 1957 | einst 1200, heute 822 (vor allem Geschlechtskrankheiten wie Syphilis) | Jacobi war zwei Jahre in Breslau Volontär unter Neissen (siehe Kiel), bevor er 1899 erster Direktor in Freiburg wurde; gab später auch als Lehrbuch bekannte „Atlanten der Hautkrankheiten“ (Auflagen von 1903 bis 1942, auch in Übersetzungen) mit Moulagen insbesondere von Alfons Kröner heraus heute ca. 100 Moulagen im Seminarraum der Klinik, 32 im Uniseum, Rest im Keller des Hörsals eingelagert     |
| Göttingen            | urspr. Göttinger Hautklinik, seit 1993 Abteilung Ethik und Geschichte der Medizin der Universität Göttingen | um 1925 (unter Erhard Riecke) | Hautkrankheiten, mit Schwerpunkt Geschlechtskrankheiten | im Herbst 2007 erstmals öffentlich im Städtischen Museum Göttingen ausgestellt |
| Hamburg              | Medizinhistorisches Museum am Universitätsklinikum Hamburg-Eppendorf                                        | Die Sammlung wurde 1958 aus verschiedenen Beständen in Hamburg zusammengeführt. Etwa 175 Moulagen gehen auf die Sammlung des Berliner Dermatologen Oscar Lassar zurück. Nach seinem Tod waren sie 1907 ans AK St. Georg in Hamburg gekommen. Der Großteil der Objekte wurde ab 1926 unter Paul Mulzer (1880–1947) am Universitätsklinikum Hamburg-Eppendorf angefertigt. 2008 gingen die Moulagen an das neu gegründete Museum über. | Es handelt sich um 598 Moulagen unterschiedlicher Herstellungszeiten und Provenienzen.                                                                                     | Ungefähr 40 Moulagen der Sammlung sind in der Dauerausstellung des Medizinhistorischen Museums zu sehen. Ein Ausstellungsraum widmet sich der Herstellung und Nutzung von Wachsmoulagen. |
| Kiel                 | Universitäts-Hautklinik Kiel                                                                                | ab 1906 (unter Viktor Klingmüller) | 455 (Hautkrankheiten, insbesondere Geschlechtskrankheiten) | der in Breslau ausgebildete Klingmüller brachte bereits 1906 den Grundstock der Sammlung mit; dank seiner anhaltenden Sammeltätigkeit heute 354 aus Breslau stammende Moulagen |
| Madrid               | Krankenhaus San Juan de Dios                                                                                | ab 1870 (bis vor 1966) | ca. 850 (v. a. Hautkrankheiten) | farbiger Katalog von 2006 |
| Mannheim             | Panoptikum Mannheim                                                                                         | um 1890 | ca. 80–90 | teilweise aus der Werkstatt von Louis und Gustav Castan, besonders sind die 4 Ganzkörpermoulagen, welche unter anderem schwangere Frauen und Kaiserschnitte darstellen. |
| Paris                | Hôpital St. Louis                                                                                           | ab 1865 (Moulageur Pierre Jules Francois Baretta, 1834–1923) – 1950er | heute über 4000 (weltweit größte und bedeutendste Sammlung, davon bis zu 2000 von Baretta; Hautkrankheiten, Chirurgie und Gynäkologie)                                     | Paris war bedeutender Anstoß für viele europäische Sammlungen und die Technik der Moulagenherstellung; Sammlung seit 1885 im Versammlungsraum des Hospitals ausgestellt |
| Rostock              | Rostocker Hautklinik                                                                                        | ab 1902 | bis 1942 ca. 3000, von denen 122 erhalten sind. 34 Moulagen wurden in Rostock hergestellt, die übrigen im Dresdner Hygiene-Museum.                                         | 1902 wurde Universitätshautklinik in Rostock gegründet und der neu eingerichtete Lehrstuhl für Dermatologie mit Maximilian Wolters besetzt. Wolters legte den Grundstein für die Rostocker Moulagensammlung, die 1942 fast vollständig zerstört wurde. |
| Temple (Texas)       | Scott & White Memorial Hospital                                                                             | 1934–1955 (unter Ken und Margeret Philips) | einst über 3000, heute 1200–1300 (v. a. pathologisch-chirurgisch) | ausgestellt in der Abteilung für anatomische Pathologie; Besichtigung nach Anmeldung |
| Triest               | Städtisches Krankenhaus                                                                                     | um 1900 (unter Vittorio Liebmann und Adriano Sturli) | unter anderem Hände von Pellagrakranken darstellend | zuletzt im Arbeitszimmer von Sturli |
| Tübingen             | Universitäts-Hautklinik Tübingen und Museum der Universität Tübingen MUT                                    | Die Sammlung „WachsKörper“ setzt sich aus zwei Teilen zusammen: Moulagen wurden seit Mitte des 19. Jh. von der Hautklinik, seit Beginn des 20. Jh. von der Tropenklinik Paul-Lechler-Krankenhaus des Deutschen Instituts für Ärztliche Mission (Difäm) erworben. | insgesamt knapp 300 Moulagen, zwei Drittel aus dermatologischen und ein Drittel aus tropenmedizinischen Beständen                                                          | äußerst seltene Tropenkrankheiten mit aktuell ausgestorbenen Erkrankungsstadien; umfangreicher dermatologischer Fundus; Sammlung wird durch ein Ausstellungs-Praxis-Seminar des Museums der Universität Tübingen MUT im Wintersemester 2015/16 inventarisiert und wissenschaftlich erschlossen, ab Juni 2016 Ausstellung „Krankheit als Kunst(form): Moulagen der Medizin“ im Museum von Schloss Höhentübingen |
| Wien                 | Pathologisch-anatomisches Bundesmuseum des Naturhistorischen Museums Wien im Narrenturm                     | | | Objekte unter anderem von Carl Henning |
| Zürich               | Moulagenmuseum                                                                                              | ab 1918 (unter Bruno Bloch) – 1948 | 1800 wurden hergestellt und sind erhalten (auch Menschen- und Tierversuche darstellend, z. B. Folgen der Röntgentherapie); heute 1200 Hautkrankheiten und 600 chirurgische | besteht fast vollständig aus lokal gefertigten Moulagen; generell in sehr gutem Zustand; 600 im Museum ausgestellt |